# Teoría neutralista de la evolución molecular

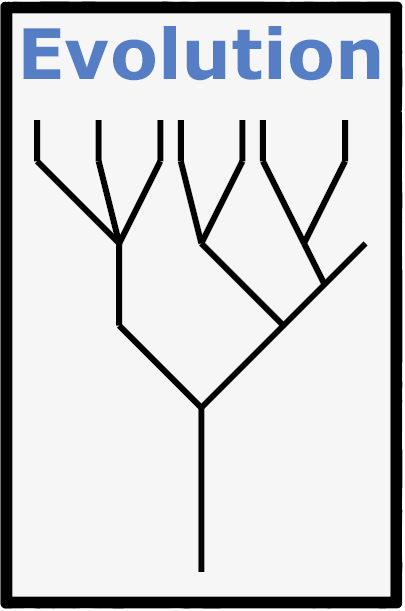
Evolución.

La teoría neutralista de la evolución molecular establece que la gran mayoría de los cambios evolutivos a nivel molecular son causados por la deriva genética de mutantes neutros en cuanto a la selección natural. La teoría fue propuesta por Motoo Kimura en 1968 y descrita en detalle en 1983 en su libro The Neutral Theory of Molecular Evolution, y aunque fue recibida por algunos como un argumento contra la teoría de Darwin de la evolución por medio de la selección natural, Kimura mantuvo (con el acuerdo de la mayoría de quienes trabajan en biología evolutiva) que las dos teorías son compatibles: "La teoría no niega el papel de la selección natural en la determinación del curso de la evolución adaptativa". En cualquier caso, la teoría atribuye un gran papel a la deriva genética.

## Motoo Kimura y la Teoría neutralista
En genética, Motoo Kimura es conocido por el uso innovador las ecuaciones de difusión para calcular la probabilidad y el tiempo de fijación de los alelos beneficiosos, perjudiciales y neutros. Es el autor principal de la teoría neutralista de la evolución molecular. Según esta última, la mayoría de las mutaciones no perjudiciales son selectivamente neutras, es decir, no tienen ni más ni menos ventajas selectivas que las secuencias a las que sustituyen. Esto implica que, en el nivel molecular, la mayoría de los cambios evolutivos se deben a la deriva genética, que aparece como principal fuerza de cambio de las frecuencias alélicas. 
Junto con Gustave Malécot, Kimura es considerado uno de los grandes genetistas evolutivos, después del gran trío de la Genética de Poblaciones (Haldane, Wright, Fisher).
Kimura investigó la probabilidad de que aparezca un mutante con cierta ventaja selectiva en una población finita. En otras palabras: ¿cuál es la probabilidad de que ese gen se propague por toda la población? Kimura halló tres resultados: 
1. Para una proteína determinada, la tasa de sustitución de un aminoácido por otro es aproximadamente igual en muchas líneas filogenéticas distintas.
2. Estas sustituciones parecen ocurrir al azar.
3. La tasa total de cambio en el ADN es muy alta, del orden de una sustitución de una base nitrogenada por cada dos años en una línea evolutiva de mamíferos..

En cuanto a la variabilidad dentro de la especie, se vio que la mayor parte de las proteínas eran polimórficas, es decir, que existían en diferentes formas, y en muchos casos sin efectos fenotípicos visibles y sin ninguna correlación con el medio ambiente.
A partir de estos resultados, Kimura dedujo dos conclusiones: 
1. La mayoría de las sustituciones de nucleótidos debían ser el resultado de la fijación al azar de mutantes neutros, o casi neutros, más que el resultado de una selección darwiniana.
2. Muchos de los polimorfismos proteínicos debían ser selectivamente neutros o casi neutros y su persistencia en la población se debería al equilibrio existente entre la aportación de polimorfismo por mutación y su eliminación al azar.

## Selección neutralvs.selección natural
La teoría neutralista asigna un papel menor a la selección natural en relación con el rol jugado por la selección neutral. Los seleccionistas sostienen que para que un alelo mutante se difunda en una especie, debe poseer alguna ventaja selectiva; para los neutralistas, el azar y no la función, es la responsable de la difusión de algunos mutantes en una población: su frecuencia fluctúa porque sólo se escoge un número relativamente pequeño de gametos de entre el amplio número de gametos masculinos y femeninos. En el curso de esta deriva aleatoria, la mayoría de los alelos mutantes se pierden por azar, pero la fracción restante termina por fijarse en la población.
Supongamos que v es la tasa de mutación por gameto y por unidad de tiempo (generación). Puesto que cada individuo tiene dos juegos de cromosomas, el número total de mutantes nuevos introducidos en cada generación en una población de N individuos es 2Nv.
Sea u la probabilidad de que un mutante logre la fijación, entonces la tasa k de sustituciones mutantes por unidad de tiempo viene dada por la ecuación k = 2Nvu. Es decir, aparecen 2Nv nuevos mutantes en cada generación, de los que la fracción u logra fijarse, y k representa la tasa evolutiva en función de las sustituciones mutantes.
La probabilidad de fijación si el mutante es selectivamente neutro es: u = 1 / (2N). Cualquiera de los 2N genes de la población tiene la misma probabilidad de fijarse que los demás; por tanto, la probabilidad de que el nuevo mutante sea el gen afortunado es de 1 / (2N). Sustituyendo 1 / (2N) por u en la ecuación de la tasa evolutiva, se obtiene k = v. Es decir, la tasa evolutiva en función de las sustituciones mutantes en la población equivale simplemente a la tasa de mutación por gameto, con independencia de cual sea el tamaño de la población.
Si el mutante tiene una pequeña ventaja selectiva s, entonces u es aproximadamente igual a 2s y la ecuación de la tasa evolutiva se convierte en k = 4Nsv. Es decir, la tasa evolutiva para los genes con ventaja selectiva depende del tamaño de la población, de la ventaja selectiva y de la proporción en la que aparezcan, en cada generación, los mutantes con tal ventaja selectiva.
La constancia de los valores de tasas evolutivas observados en diferentes organismos son más compatibles con la relación neutralista k = v que con la seleccionista k = 4Nsv.

## Polimorfismo
La teoría neutralista sostiene que el polimorfismo (una fase más de la evolución molecular) es selectivamente neutro y que se mantiene en una población mediante el aporte mutacional y la eliminación al azar. De hecho, se ha encontrado una fuerte correlación entre la variabilidad genética (o polimorfismo) de las proteínas y el peso de sus subunidades moleculares, lo que confirma al neutralismo: cuanto mayor sea el tamaño de una subunidad, más alta será su tasa de mutación. Es decir, para el neutralismo, las principales causas determinantes del polimorfismo son la estructura y la función molecular, mientras que para el seleccionista las causas ambientales son los factores determinantes.

## El neutralismo y el reloj molecular
Un gen o proteína pueden considerarse relojes moleculares, puesto que su tasa de evolución es relativamente constante a lo largo de períodos largos y toma valores semejantes en distintas especies.
Para los neutralistas, esta aparente constancia resulta incompatible con la concepción del cambio molecular como resultante de la selección natural: según la teoría sintética lo que habría de esperarse son tasas variables de evolución molecular, puesto que la intensidad de las presiones selectivas debe variar temporalmente y de una especie a otra. 
Los defensores de la teoría sintética se han opuesto a semejante crítica, argumentando que su teoría no obliga a que el ritmo de evolución sea tan irregular: si la función de un gen o proteína es la misma en diferentes linajes evolutivos, evolucionará también al mismo ritmo, pues las restricciones a las que estará sometida serán similares. Por otro lado, los enormes lapsos de tiempo a lo largo de los cuales se calculan los ritmos de evolución molecular hacen que las fluctuaciones se compensen unas con otras, produciendo la impresión de una aparente constancia.

## La teoría de la casi-neutralidad de la evolución molecular
Tomoko Ohta, bióloga japonesa, enfatizó la importancia de las mutaciones casi neutras, sobre todo las que son algo dañinas. La dinámica de poblaciones de las mutaciones casi neutrales son solo un poco diferentes a las mutaciones no neutrales.